# Калёное ядро
Калёное ядро — исторический тип зажигательного артиллерийского боеприпаса (ядра), возникший в конце XV — начале XVI века как специализированный снаряд осадных орудий и основное распространение получивший в XVII—XVIII веках, в период расцвета парусного флота, как средство борьбы с деревянными парусными судами. С распространением во второй половине XIX века броненосцев полностью вышли из употребления.

## Описание
Калёное пушечное ядро представляло собой обычный сплошной чугунный снаряд, предварительно нагретый в специальной печи докрасна. При заряжении такого снаряда, чтобы избежать возгорания пороха, вначале стали сперва помещать в канал ствола орудия деревянный пыж и замазывать его толстым слоем глины, который должен был затем засохнуть; данный метод, использовавшийся, в частности, в Армии Русского государства, был трудоёмким и требовал длительного времени на подготовку орудия. Позднее был разработан более эффективный метод, распространившийся повсеместно, который заключался в использовании сразу двух пыжей: перед заряжением ядра помещался сперва сухой, а затем мокрый пыжи, делавшиеся из верёвок, сена и т. п. (также возможно было использование одного пыжа большой толщины из дёрна, но данный метод значительно повышал опасность разрыва орудия и требовал очень быстрого произведения выстрела). Попадание калёного ядра практически гарантированно вызывало пожар на деревянном судне. Первоначально начавшие применяться при осаде крепостей, позднее калёные ядра стали использоваться преимущественно для борьбы с судами; оборудованием для подготовки таких снарядов стали оснащаться в основном батареи береговых крепостей, реже — корабли.

### Преимущества и недостатки
Данный тип зажигательных боеприпасов по своему действию был существенно более эффективным, чем использовавшиеся параллельно с ним брандкугели и каркасы: благодаря тому, что калёное ядро было слабо отличимо от обычного в полёте и проделывало в деревянном корпусе судна такую же брешь, оно часто могло быть распознано лишь тогда, когда дерево уже загорится (тогда как брандкугель или каркас были хорошо заметны ещё в полёте по отчётливому дымному следу); калёное ядро, плотно прижатое к дереву, воспламеняло его с куда большей эффективностью, чем пламя зажигательного состава брандкугеля или каркаса (которое к тому же могло просто погаснуть вследствие недостатка кислорода или других факторов), и вызванный им пожар было крайне трудно потушить; за счёт большой массы калёное ядро глубоко входило в дерево, что дополнительно усиливало зажигательное действие (впрочем, иногда это преимущество могло оборачиваться и недостатком, если ядро входило в дерево, минимизируя приток воздуха к местам контакта с древесиной и тем самым значительно ослабляя свой воспламеняющий эффект), а после попадания, постоянно плотно контактируя с деревом, прожигало палубы — в результате чего уже упавший снаряд иногда мог достичь порохового погреба или даже прожечь днище; сплошная структура ядра делала его куда более прочным, чем пустотелые зажигательные снаряды; сплошные калёные ядра были значительно более сбалансированными, чем пустотелые брандкугели и в особенности каркасы, что позволяло вести значительно более точный огонь на дальние дистанции.
Основными недостатками калёных ядер, ограничивавшими возможности для их применения и сдерживавшими их распространение, являлись громоздкость печей, сложность подготовки снарядов и его крайняя пожароопасность, требующая особой осторожности обращения при подготовке и заряжении и представлявшая особую угрозу в бою (в первую очередь — в случае применения кораблём), а также быстрое остывание снарядов (в особенности при контакте с холодными стенками ствола орудия, что требовало быстрого произведения выстрела) — из-за которого, в свою очередь, подвергались калению лишь снаряды достаточно крупного калибра.

### Приспособления для накаливания
Первоначально ядра накаливались в специальных ямах, над которыми были укреплены решётки; именно этот метод подготовки снарядов использовался при осадах городов. Применение такого метода, простого в устройстве, было сопряжено со многими неудобствами: для накаливания докрасна ядер, особенно большого калибра, требовалось большое количество топлива; накаливание происходило неравномерно; при ветреной погоде трудно было поддерживать огонь; неприятелю, в особенности в ночное время, было хорошо заметно пламя, сразу выдавая намерение стрелять калёными ядрами и позволяя принять меры предосторожности; на поверхности ядер образовывалась корка из окиси железа и глины, вредная для орудий.
В связи с неудобством накаливания ядер на решётках позднее были разработаны печи особой конструкции, приспособленные для эффективного каления ядер — так называемые калильни. В них снаряды раскладывались в несколько рядов на железных полосах, проложенных вдоль рабочего пространства печи с уклоном в сторону очага, где раскладывалось на решётках топливо. Пламя от очага, проходя вдоль рабочего пространства печи, охватывало ядра, выходя в высокую трубу в противоположном его конце. Возле трубы располагалось отверстие, через которое ядра вручную вкладывались в печь. Когда передние, ближайшие к огню ядра достаточно раскалялись, они при помощи специального ухвата извлекались через отверстия, расположенные в боковых стенках печи в нижней части рабочего пространства, после чего следующие снаряды по наклонному пути самостоятельно скатывались на их место, а через верхнее отверстие вкладывалось такое же количество новых ядер. Печи середины XIX века, предназначенные для установки в береговых крепостях, имели значительный размер и позволяли подготавливать более двухсот снарядов одновременно, производя накаливание первых снарядов за 2—3 часа, а всех ядер, заложенных одновременно — за 3—5 часов. Основным недостатком специализированных печей по сравнению с примитивным методом каления на решётках, кроме общей сложности и дороговизны устройства, являлась проистекающая из них практически полная невозможность их постройки при осаде.

## История
Прообразы калёных ядер применялись ещё в античном мире — так, во время второго вторжения Цезаря в 54 году до н. э. имел место эпизод поджога бриттами палаток в римском лагере путём забрасывания их небольшими глиняными ядрами, раскалёнными докрасна. Первые свидетельства использования калёных ядер в пороховой артиллерии относятся к концу XV века. Снаряды этого типа, эффективные против деревянных построек и укреплений, стали эпизодически применяться в европейских странах при осаде крепостей в XVI — начале XVII веков: в 1577 году поляки использовали калёные ядра в Данциге, в 1580 году — в Полоцке. В 1597 году при осаде Райнберга при помощи калёных ядер был взорван пороховой склад; в 1602 году они применялись в Остенде. В этот период калёные ядра уже были известны и в Русском царстве, где они назывались «расжёными».
Впервые калёные ядра были применены против кораблей, в каковом качестве они и получили основное распространение впоследствии, в 1628 году шведами у крепости Вейксельмюнде, а первым крупным успехом применения калёных ядер стала осада Штральзунда в 1678 году. Наибольшего успеха в применении данного типа снарядов достигли англичане при обороне Гибралтара в 1779—1783 годах (в частности, в 1782 году англичане при помощи калёных ядер, помимо выведения из строя нескольких испанских кораблей, уничтожили 3 их крупные плавучие батареи, взорвав их пороховые магазины); успех применения этого вида снарядов был настолько большим, что артиллеристам стали вручать особую «медаль Калёного Ядра». Эффективность применения калёных ядер во время обороны Гибралтара привлекла к ним значительное внимание военных и стала основным фактором,  способствовавшим повсеместному распространению данного типа снарядов, которые стали считаться наиболее эффективным зажигательным оружием в морском бою, и быстрому развитию конструкции калильных печей. Появившиеся в XVIII веке брандкугели, более простые и безопасные в применении, не смогли вытеснить калёные ядра, поскольку те имели ряд существенных преимуществ. К середине XIX века калёные ядра, ранее использовавшиеся и на кораблях и иногда при осаде крепостей с суши, сохранились лишь на вооружении береговых крепостей, продолжая, однако, считаться довольно перспективным видом боеприпасов, наиболее эффективным для поджигания кораблей. Появление и массовое распространение во второй половине XIX века броненосных кораблей привело к быстрому выходу из употребления калёных ядер, стремительно становившихся бесполезными, и их полному исчезновению к 1870-м годам.